# Softball-Bundesliga 2009
Die deutsche Softballmeisterschaft 2009 begann am 18. April 2009 mit dem ersten Spieltag der Softball-Bundesliga Nord und einen Tag später mit dem ersten Spieltag der Bundesliga Süd und wird mit dem Final-Four-Turnier am 19. und 20. September 2009 in Ratingen enden. Als Titelverteidiger starten die Hamburg Knights in die Saison.

## Reguläre Saison
Die reguläre Saison wurde als Doppelrundenturnier ausgespielt, sodass jede Mannschaft gegen jede andere Mannschaft sowohl zuhause als auch auswärts antrat. Hierbei wurden zwei Spiele an einem Tag als sogenannter Doubleheader ausgetragen, wodurch sich beide Mannschaften insgesamt vier Mal gegenüberstanden. Die vier bestplatzierten Mannschaften der regulären Saison spielten in den Play-offs um die Meisterschaft, die schlechter platzierten Mannschaften in den Play-downs um den Klassenerhalt.

### 1. Bundesliga Nord
In der 1. Bundesliga Nord traten nur fünf Mannschaften an, sodass die Mannschaften nicht nur zweimal, sondern dreimal gegeneinander spielten. Somit spielte jede Mannschaft insgesamt 24 Spielen und damit genauso viele wie die Mannschaften aus der Südstaffel. Wie im Vorjahr wurde aufgrund dieser Situation auf die Play-downs verzichtet und bis auf die Holm Westend 69ers nahmen alle Mannschaften an den Play-offs teil.
Den Titel des Nordmeister sicherten sich die Brauweiler Raging Abbots punktgleich vor den Neunkirchen Nightmares, wobei den Nightmares nur ein Run zum Titel fehlte. Auf Platz drei folgten die Hamburg Knights mit nur einem Sieg Vorsprung vor den Wesseling Vermins. Die Holm Westend 69ers konnten in der gesamten Saison nur einen Sieg ausgerechnet gegen den Sieger Brauweiler Raging Abbots erringen und wurden so abgeschlagen Letzter.
Abschlusstabelle:
|    | Team                     | G  | V  | Pct. | GB |
| -- | ------------------------ | -- | -- | ---- | -- |
| 1. | Brauweiler Raging Abbots | 17 | 7  | .708 | 0  |
| 2. | Neunkirchen Nightmares   | 17 | 7  | .708 | 0  |
| 3. | Hamburg Knights          | 13 | 11 | .542 | 4  |
| 4. | Wesseling Vermins        | 12 | 12 | .500 | 5  |
| 5. | Holm Westend 69ers       | 1  | 23 | .042 | 16 |

### 1. Bundesliga Süd
Wie im Vorjahr sicherten sich die Mannheim Tornados die Südmeisterschaft vor den Haar Disciples. Die weiteren Play-off-Plätze gingen ebenfalls an dieselben Mannschaften wie im Vorjahr, namentlich die Herrenberg Wanderers und die Freising Grizzlies, nur knapp dahinter mussten die Karlsruhe Cougars in die Play-downs. Begleitet wurden sie von den Augsburg Dirty Slugs und den abgeschlagenen Darmstadt Rockets.
Abschlusstabelle:
|    | Team                 | G  | V  | Pct. | GB |
| -- | -------------------- | -- | -- | ---- | -- |
| 1. | Mannheim Tornados    | 20 | 2  | .909 | 0  |
| 2. | Haar Disciples       | 17 | 7  | .708 | 4  |
| 3. | Herrenberg Wanderers | 14 | 10 | .583 | 7  |
| 4. | Freising Grizzlies   | 12 | 10 | .545 | 8  |
| 5. | Karlsruhe Cougars    | 11 | 13 | .458 | 10 |
| 6. | Augsburg Dirty Slugs | 7  | 17 | .292 | 14 |
| 7. | Darmstadt Rockets    | 1  | 23 | .042 | 20 |

Anmerkung: Das Spiel der Freising Grizzlies gegen die Mannheim Tornados fiel aus und wurde nicht nachgeholt, da sich an der Tabellensituation unabhängig vom Ergebnis nichts geändert hätte.

## Play-downs

### Play-downs Nord
Die Play-downs im Norden entfielen wie im Vorjahr, da in der Bundesliga nur 5 Mannschaften teilgenommen hatten, die Saison der Holm Westend 69ers war also schon nach der regulären Saison beendet.

### Play-downs Süd
Die Play-downs im Süden werden vom 8. bis 22. August 2008 in einer Dreiergruppe zwischen den Karlsruhe Cougars, den Augsburg Dirty Slugs und den Darmstadt Rockets ausgespielt. Da jede Mannschaft dabei nur einen Doubleheader gegen die beiden anderen Mannschaften spielte, war schon vor Beginn der Runde klar, dass die Darmstadt Rockets den letzten Platz und damit den Relegationsplatz belegen würden.
Abschlusstabelle:
|    | Team                 | G | V | Pct. | GB |
| -- | -------------------- | - | - | ---- | -- |
| 1. | Karlsruhe Cougars    | 0 | 0 | .000 | 0  |
| 2. | Augsburg Dirty Slugs | 0 | 0 | .000 | 0  |
| 3. | Darmstadt Rockets    | 0 | 0 | .000 | 0  |

## Play-offs
Die Play-offs werden in einem Best-of-Three-Modus ausgespielt, in dem die Teilnehmer aus der Bundesliga Nord anhand der Platzierung in der regulären Saison über Kreuz gegen die Bundesligisten aus dem Süden spielen.
Play-offs:
|  | Viertelfinale | Viertelfinale            | Viertelfinale     | Viertelfinale     | Viertelfinale | Viertelfinale | Viertelfinale |                          |                        | Qualifiziert für Finalturnier | Qualifiziert für Finalturnier |
|  |               |                          |                   |                   |               |               |               |                          |                        |                               |                               |
|  | N1            | Brauweiler Raging Abbots | 15                | 0                 | 10            | 7             |               |                          |                        |                               |                               |
|  | S4            | Freising Grizzlies       | 0                 | 5                 | 6             | 0             |               |                          |                        |                               |                               |
|  | S4            | Freising Grizzlies       | 0                 | 5                 | 6             | 0             | N1            | Brauweiler Raging Abbots |                        |                               |                               |
|  |               |                          |                   |                   |               |               |               | Brauweiler Raging Abbots |                        |                               |                               |
|  |               | S2                       | Haar Disciples    |                   |               |               |               |                          |                        |                               |                               |
|  | N3            | S2                       | Haar Disciples    | Hamburg Knights   | 0             | 0             | 4             |                          |                        |                               |                               |
|  | N3            |                          |                   | Hamburg Knights   | 0             | 0             | 4             |                          |                        |                               |                               |
|  | S2            | Haar Disciples           | 10                | 1                 | 6             |               |               |                          |                        |                               |                               |
|  |               |                          |                   |                   |               |               |               |                          |                        |                               |                               |
|  | N2            | Neunkirchen Nightmares   | 1                 | 1                 | 11            | 14            | 7             |                          |                        |                               |                               |
|  | S3            | Herrenberg Wanderers     | 4                 | 3                 | 1             | 0             | 0             |                          |                        |                               |                               |
|  | S3            | Herrenberg Wanderers     | 4                 | 3                 | 1             | 0             | 0             | N2                       | Neunkirchen Nightmares |                               |                               |
|  |               |                          |                   |                   |               |               |               | N2                       | Neunkirchen Nightmares |                               |                               |
|  |               | S1                       | Mannheim Tornados |                   |               |               |               |                          |                        |                               |                               |
|  | N4            | S1                       | Mannheim Tornados | Wesseling Vermins | 5             | 2             | 0             |                          |                        |                               |                               |
|  | N4            |                          |                   | Wesseling Vermins | 5             | 2             | 0             |                          |                        |                               |                               |
|  | S1            | Mannheim Tornados        | 13                | 6                 | 12            |               |               |                          |                        |                               |                               |

## Finalturnier
Das Finalturnier fanden am 19. und 20. September 2009 in Ratingen bei den Ratingen Goose Necks statt. Die Gruppenphase im Modus Jeder-gegen-Jeden wurde dabei samstags ausgespielt, sonntags wurde das Halbfinale und das Finale ausgespielt. Die Spiele wurden dabei per Liveticker und auch als Stream ins Internet übertragen.

### Gruppenphase
Samstags wurden die Gruppenspiele auf 2 Feldern parallel ausgespielt. Die Neunkirchen Nightmares konnten sich trotz einer Niederlage gegen die Brauweiler Raging Abbots, die den letzten Platz belegten und damit nach dem ersten Tag ausschieden, den Sieg in der Gruppenphase und damit den direkten Finaleinzug sichern. Zweiter wurden die Mannheim Tornados, die nach einer Auftaktniederlage gegen Neunkirchen ihre weiteren Spiele souverän gewinnen konnten. Dritter wurden die Haar Disciples punktgleich mit Brauweiler.
| Spiel 1 – Samstag 10 Uhr (Platz A) | Spiel 1 – Samstag 10 Uhr (Platz A) | Spiel 1 – Samstag 10 Uhr (Platz A) | Spiel 1 – Samstag 10 Uhr (Platz A) | Spiel 1 – Samstag 10 Uhr (Platz A) | Spiel 1 – Samstag 10 Uhr (Platz A) | Spiel 1 – Samstag 10 Uhr (Platz A) | Spiel 1 – Samstag 10 Uhr (Platz A) | Spiel 1 – Samstag 10 Uhr (Platz A) | Spiel 1 – Samstag 10 Uhr (Platz A) | Spiel 1 – Samstag 10 Uhr (Platz A) |
| Team                               | 1                                  | 2                                  | 3                                  | 4                                  | 5                                  | 6                                  | 7                                  | R                                  | H                                  | E                                  |
| ---------------------------------- | ---------------------------------- | ---------------------------------- | ---------------------------------- | ---------------------------------- | ---------------------------------- | ---------------------------------- | ---------------------------------- | ---------------------------------- | ---------------------------------- | ---------------------------------- |
| Haar Disciples                     | 0                                  | 0                                  | 0                                  | 1                                  | 0                                  | 0                                  | 3                                  | 4                                  | 5                                  | 1                                  |
| Mannheim Tornados                  | 0                                  | 0                                  | 4                                  | 1                                  | 1                                  | 1                                  | -                                  | 7                                  | 6                                  | 2                                  |

| Spiel 2 – Samstag 10 Uhr (Platz B) | Spiel 2 – Samstag 10 Uhr (Platz B) | Spiel 2 – Samstag 10 Uhr (Platz B) | Spiel 2 – Samstag 10 Uhr (Platz B) | Spiel 2 – Samstag 10 Uhr (Platz B) | Spiel 2 – Samstag 10 Uhr (Platz B) | Spiel 2 – Samstag 10 Uhr (Platz B) | Spiel 2 – Samstag 10 Uhr (Platz B) | Spiel 2 – Samstag 10 Uhr (Platz B) | Spiel 2 – Samstag 10 Uhr (Platz B) | Spiel 2 – Samstag 10 Uhr (Platz B) |
| Team                               | 1                                  | 2                                  | 3                                  | 4                                  | 5                                  | 6                                  | 7                                  | R                                  | H                                  | E                                  |
| ---------------------------------- | ---------------------------------- | ---------------------------------- | ---------------------------------- | ---------------------------------- | ---------------------------------- | ---------------------------------- | ---------------------------------- | ---------------------------------- | ---------------------------------- | ---------------------------------- |
| Neunkirchen Nightmares             | 0                                  | 1                                  | 0                                  | 0                                  | 2                                  | 0                                  | 0                                  | 3                                  | 4                                  | 0                                  |
| Brauweiler Raging Abbots           | 0                                  | 5                                  | 0                                  | 0                                  | 0                                  | 0                                  | -                                  | 5                                  | 2                                  | 1                                  |

| Spiel 3 – Samstag 13 Uhr (Platz A) | Spiel 3 – Samstag 13 Uhr (Platz A) | Spiel 3 – Samstag 13 Uhr (Platz A) | Spiel 3 – Samstag 13 Uhr (Platz A) | Spiel 3 – Samstag 13 Uhr (Platz A) | Spiel 3 – Samstag 13 Uhr (Platz A) | Spiel 3 – Samstag 13 Uhr (Platz A) | Spiel 3 – Samstag 13 Uhr (Platz A) | Spiel 3 – Samstag 13 Uhr (Platz A) | Spiel 3 – Samstag 13 Uhr (Platz A) | Spiel 3 – Samstag 13 Uhr (Platz A) |
| Team                               | 1                                  | 2                                  | 3                                  | 4                                  | 5                                  | 6                                  | 7                                  | R                                  | H                                  | E                                  |
| ---------------------------------- | ---------------------------------- | ---------------------------------- | ---------------------------------- | ---------------------------------- | ---------------------------------- | ---------------------------------- | ---------------------------------- | ---------------------------------- | ---------------------------------- | ---------------------------------- |
| Brauweiler Raging Abbots           | 1                                  | 0                                  | 0                                  | 0                                  | 0                                  | 0                                  | 2                                  | 3                                  | 7                                  | 4                                  |
| Haar Disciples                     | 0                                  | 3                                  | 0                                  | 0                                  | 1                                  | 1                                  | 0                                  | 7                                  | 7                                  | 1                                  |

| Spiel 4 – Samstag 13 Uhr (Platz B) | Spiel 4 – Samstag 13 Uhr (Platz B) | Spiel 4 – Samstag 13 Uhr (Platz B) | Spiel 4 – Samstag 13 Uhr (Platz B) | Spiel 4 – Samstag 13 Uhr (Platz B) | Spiel 4 – Samstag 13 Uhr (Platz B) | Spiel 4 – Samstag 13 Uhr (Platz B) | Spiel 4 – Samstag 13 Uhr (Platz B) | Spiel 4 – Samstag 13 Uhr (Platz B) | Spiel 4 – Samstag 13 Uhr (Platz B) | Spiel 4 – Samstag 13 Uhr (Platz B) |
| Team                               | 1                                  | 2                                  | 3                                  | 4                                  | 5                                  | 6                                  | 7                                  | R                                  | H                                  | E                                  |
| ---------------------------------- | ---------------------------------- | ---------------------------------- | ---------------------------------- | ---------------------------------- | ---------------------------------- | ---------------------------------- | ---------------------------------- | ---------------------------------- | ---------------------------------- | ---------------------------------- |
| Neunkirchen Nightmares             | 2                                  | 3                                  | 0                                  | 0                                  | 0                                  | 0                                  | 0                                  | 5                                  | 8                                  | 3                                  |
| Mannheim Tornados                  | 0                                  | 0                                  | 0                                  | 0                                  | 1                                  | 1                                  | 0                                  | 2                                  | 5                                  | 2                                  |

| Spiel 5 – Samstag 16 Uhr (Platz A) | Spiel 5 – Samstag 16 Uhr (Platz A) | Spiel 5 – Samstag 16 Uhr (Platz A) | Spiel 5 – Samstag 16 Uhr (Platz A) | Spiel 5 – Samstag 16 Uhr (Platz A) | Spiel 5 – Samstag 16 Uhr (Platz A) | Spiel 5 – Samstag 16 Uhr (Platz A) | Spiel 5 – Samstag 16 Uhr (Platz A) | Spiel 5 – Samstag 16 Uhr (Platz A) | Spiel 5 – Samstag 16 Uhr (Platz A) | Spiel 5 – Samstag 16 Uhr (Platz A) |
| Team                               | 1                                  | 2                                  | 3                                  | 4                                  | 5                                  | 6                                  | 7                                  | R                                  | H                                  | E                                  |
| ---------------------------------- | ---------------------------------- | ---------------------------------- | ---------------------------------- | ---------------------------------- | ---------------------------------- | ---------------------------------- | ---------------------------------- | ---------------------------------- | ---------------------------------- | ---------------------------------- |
| Mannheim Tornados                  | 0                                  | 3                                  | 0                                  | 0                                  | 1                                  | 5                                  | 0                                  | 9                                  | 6                                  | 1                                  |
| Brauweiler Raging Abbots           | 4                                  | 0                                  | 0                                  | 0                                  | 0                                  | 0                                  | 0                                  | 4                                  | 1                                  | 4                                  |

| Spiel 6 – Samstag 16 Uhr (Platz B) | Spiel 6 – Samstag 16 Uhr (Platz B) | Spiel 6 – Samstag 16 Uhr (Platz B) | Spiel 6 – Samstag 16 Uhr (Platz B) | Spiel 6 – Samstag 16 Uhr (Platz B) | Spiel 6 – Samstag 16 Uhr (Platz B) | Spiel 6 – Samstag 16 Uhr (Platz B) | Spiel 6 – Samstag 16 Uhr (Platz B) | Spiel 6 – Samstag 16 Uhr (Platz B) | Spiel 6 – Samstag 16 Uhr (Platz B) | Spiel 6 – Samstag 16 Uhr (Platz B) |
| Team                               | 1                                  | 2                                  | 3                                  | 4                                  | 5                                  | 6                                  | 7                                  | R                                  | H                                  | E                                  |
| ---------------------------------- | ---------------------------------- | ---------------------------------- | ---------------------------------- | ---------------------------------- | ---------------------------------- | ---------------------------------- | ---------------------------------- | ---------------------------------- | ---------------------------------- | ---------------------------------- |
| Haar Disciples                     | 0                                  | 0                                  | 0                                  | 0                                  | 0                                  | 0                                  | 0                                  | 0                                  | 3                                  | 3                                  |
| Neunkirchen Nightmares             | 0                                  | 3                                  | 1                                  | 0                                  | 0                                  | 0                                  | -                                  | 4                                  | 7                                  | 1                                  |

Gruppentabelle:
|    | Team                     | G | V | Pct.  |
| -- | ------------------------ | - | - | ----- |
| 1. | Neunkirchen Nightmares   | 2 | 1 | 0.667 |
| 2. | Mannheim Tornados        | 2 | 1 | 0.667 |
| 3. | Haar Disciples           | 1 | 2 | 0.333 |
| 4. | Brauweiler Raging Abbots | 1 | 2 | 0.333 |

### Finals
Die Finals wurden sonntags ausgespielt und begannen morgens mit dem Halbfinale der beiden Teilnehmer aus der Bundesliga Süd, in dem die Mannheim Tornados sich wegen eines überragenden vierten Innings, in dem sie neun Runs erzielen konnten, mit 10:1 durchsetzen konnten. Damit zogen die Mannheimer ins Finale um die deutsche Meisterschaft gegen die Neunkirchen Nightmares, die Vizemeister des Vorjahres ein. Die Nightmares hatten sich durch den ersten Platz in der Gruppenphase direkt für das Finale qualifiziert.
| Halbfinale – Sonntag 10 Uhr (Platz A) | Halbfinale – Sonntag 10 Uhr (Platz A) | Halbfinale – Sonntag 10 Uhr (Platz A) | Halbfinale – Sonntag 10 Uhr (Platz A) | Halbfinale – Sonntag 10 Uhr (Platz A) | Halbfinale – Sonntag 10 Uhr (Platz A) | Halbfinale – Sonntag 10 Uhr (Platz A) | Halbfinale – Sonntag 10 Uhr (Platz A) | Halbfinale – Sonntag 10 Uhr (Platz A) | Halbfinale – Sonntag 10 Uhr (Platz A) | Halbfinale – Sonntag 10 Uhr (Platz A) |
| Team                                  | 1                                     | 2                                     | 3                                     | 4                                     | 5                                     | 6                                     | 7                                     | R                                     | H                                     | E                                     |
| ------------------------------------- | ------------------------------------- | ------------------------------------- | ------------------------------------- | ------------------------------------- | ------------------------------------- | ------------------------------------- | ------------------------------------- | ------------------------------------- | ------------------------------------- | ------------------------------------- |
| Haar Disciples                        | 0                                     | 1                                     | 0                                     | 0                                     | 0                                     | -                                     | -                                     | 1                                     | 2                                     | 5                                     |
| Mannheim Tornados                     | 1                                     | 0                                     | 0                                     | 9                                     | -                                     | -                                     | -                                     | 10                                    | 10                                    | 1                                     |

Das Endspiel wurde also zwischen den Neunkirchen Nightmares und den Mannheim Tornados ausgespielt, das die Mannheimerinnen mit 5:1 für sich entscheiden konnten und damit Deutscher Softballmeister 2009 wurden.
| Finale – Sonntag 13 Uhr (Platz A) | Finale – Sonntag 13 Uhr (Platz A) | Finale – Sonntag 13 Uhr (Platz A) | Finale – Sonntag 13 Uhr (Platz A) | Finale – Sonntag 13 Uhr (Platz A) | Finale – Sonntag 13 Uhr (Platz A) | Finale – Sonntag 13 Uhr (Platz A) | Finale – Sonntag 13 Uhr (Platz A) | Finale – Sonntag 13 Uhr (Platz A) | Finale – Sonntag 13 Uhr (Platz A) | Finale – Sonntag 13 Uhr (Platz A) |
| Team                              | 1                                 | 2                                 | 3                                 | 4                                 | 5                                 | 6                                 | 7                                 | R                                 | H                                 | E                                 |
| --------------------------------- | --------------------------------- | --------------------------------- | --------------------------------- | --------------------------------- | --------------------------------- | --------------------------------- | --------------------------------- | --------------------------------- | --------------------------------- | --------------------------------- |
| Mannheim Tornados                 | 1                                 | 1                                 | 0                                 | 2                                 | 1                                 | 9                                 | 9                                 | 5                                 | 6                                 | 0                                 |
| Neunkirchen Nightmares            | 0                                 | 0                                 | 0                                 | 0                                 | 0                                 | 1                                 | 0                                 | 1                                 | 4                                 | 2                                 |

Die Awards für die besten Spielerinnen des Turniers wurden wie folgt vergeben:
- Most Valuable Player: Mona Hörner (Mannheim Tornados)
- Best Batter: Arlene Quinn (Neunkirchen Nightmares)
- Best Pitcher: Whitney Humphreys (Neunkirchen Nightmares)